# Luis Salgado
 (juin 2022).
Si vous disposez d'ouvrages ou d'articles de référence ou si vous connaissez des sites web de qualité traitant du thème abordé ici, merci de compléter l'article en donnant les références utiles à sa vérifiabilité et en les liant à la section « Notes et références ».
 (juin 2022).
 (juin 2022).
La mise en forme du texte ne suit pas les recommandations de Wikipédia : il faut le « wikifier ».
Les points d'amélioration suivants sont les cas les plus fréquents. Le détail des points à revoir est peut-être précisé sur la page de discussion.
- Les titres sont pré-formatés par le logiciel. Ils ne sont ni en capitales, ni en gras.
- Le texte ne doit pas être écrit en capitales (les noms de famille non plus), ni en gras, ni en italique, ni en « petit »…
- Le gras n'est utilisé que pour surligner le titre de l'article dans l'introduction, une seule fois.
- L'italique est rarement utilisé : mots en langue étrangère, titres d'œuvres, noms de bateaux, etc.
- Les citations ne sont pas en italique mais en corps de texte normal. Elles sont entourées par des guillemets français : « et ».
- Les listes à puces sont à éviter, des paragraphes rédigés étant largement préférés. Les tableaux sont à réserver à la présentation de données structurées (résultats, etc.).
- Les appels de note de bas de page (petits chiffres en exposant, introduits par l'outil «  Source ») sont à placer entre la fin de phrase et le point final[comme ça].
- Les liens internes (vers d'autres articles de Wikipédia) sont à choisir avec parcimonie. Créez des liens vers des articles approfondissant le sujet. Les termes génériques sans rapport avec le sujet sont à éviter, ainsi que les répétitions de liens vers un même terme.
- Les liens externes sont à placer uniquement dans une section « Liens externes », à la fin de l'article. Ces liens sont à choisir avec parcimonie suivant les règles définies. Si un lien sert de source à l'article, son insertion dans le texte est à faire par les notes de bas de page.
- La présentation des références doit suivre les conventions bibliographiques. Il est recommandé d'utiliser les modèles {{Ouvrage}}, {{Chapitre}}, {{Article}}, {{Lien web}} et/ou {{Bibliographie}}. Le mode d'édition visuel peut mettre en forme automatiquement les références.
- Insérer une infobox (cadre d'informations à droite) n'est pas obligatoire pour parachever la mise en page.

Pour une aide détaillée, merci de consulter Aide:Wikification.
Si vous pensez que ces points ont été résolus, vous pouvez retirer ce bandeau et améliorer la mise en forme d'un autre article.
Pour les articles homonymes, voir Salgado.
Luis Salgado, né le 30 août 1980 à Bayamón (Porto Rico), est un artiste interprète, réalisateur, chorégraphe et producteur portoricain.
Il a mené sa carrière dans divers domaines : le théâtre de Broadway, le cinéma, la télévision et les scènes internationales.
Il a été directeur associé et chorégraphe du spectacle Paramour du Cirque du Soleil, qui a ouvert ses portes le 16 avril 2019 au théâtre Neue Flora à Hambourg (Allemagne).
Il a collaboré avec des metteurs en scène, des chorégraphes et des artistes, tels qu'Andy Blankenbuehler, Jerry Mitchell, Sergio Trujillo, Lin-Manuel Miranda, Patti LuPone, Laura Benanti, Patrick Dempsey et Diego Luna.

## Carrière

### Années 2000
Luis Salgado a commencé sa carrière off-Broadway en 2003 en rejoignant la distribution de la comédie musicale Fame ; il vient en remplacement d'Enrico Rodriguez et doublure pour le rôle de Joe Vegas.
En 2004, il a participé au film Dirty Dancing 2, en doublure de danse du personnage de Javier, joué par Diego Luna.
En 2005, Salgado a créé le personnage de Frankie Suarez dans la comédie musicale Les Mambo Kings.
En 2006, de retour à Porto Rico, il a interprété le rôle de Bobby dans la comédie musicale A Chorus Line. Cette production mettait en scène des figures locales, notamment Braulio Castillo Jr., Angel Viera, Daniela Droz et Nashalí Enchautegui. Au cours de la production, Salgado a remplacé Angel Viera dans le rôle de Paul au Luis A. Ferré Performing Arts Center.
Le 8 février 2007, Salgado a inauguré sa deuxième production off-Broadway avec la comédie musicale In the Heights. Il a également fait des apparitions dans le film Across the Universe réalisé par Julie Taymor et dans American Gangster. La même année, il a occupé le poste d'assistant du chorégraphe associé pour la scène tournée dans Central Park pour le film Il était une fois.
En 2008, Salgado joue le rôle de « Jose », à Broadway, dans la comédie musicale In The Heights. Cette comédie est lauréate des Tony Awards, sous la direction de Thomas Kail, chorégraphiée par Andy Blankenbuehler, avec la musique et les paroles de Lin-Manuel Miranda, basée sur le livre de Quiara Alegría Hudes. Pour sa contribution à In the Heights, l'ensemble de la distribution a remporté un Drama Desk Award. Salgado et l'ensemble ont été récompensés par l'ACCA pour le Outstanding Broadway Chorus de l'Actors Equity Association.
La même année, il a incarné le personnage d'Alejandro dans le film Sexy Dance 2.
Il a également collaboré avec Jamal Sims en tant qu'assistant chorégraphe latin pour le film.

### Années 2010
En 2010, Luis Salgado a fait ses débuts au Public Theater, dans un concert gratuit en plein air présentant The Capeman de Paul Simon au Delacorte Theater. Ce spectacle était dirigé par Diane Paulus et chorégraphié par Sergio Trujillo.
Parallèlement, il a joué le rôle de Malik à Broadway dans l'adaptation musicale de Femmes au bord de la crise de nerfs de Pedro Almodóvar, produite par le Lincoln Center for the Performing Arts. La distribution comprenait Sherie Rene Scott, Patti LuPone, Brian Stokes Mitchell et Laura Benanti. Cette production était dirigée par Bartlett Sher et chorégraphiée par Christopher Gattelli.
En tant que producteur, Salgado a contribué à la création de Dare to Go Beyond : The Album pour R. Evolución Latina, avec la participation de Corbin Bleu, Andréa Burns et Joshua Henry, entre autres. L'album est sorti le 13 décembre 2010.
En 2011, il a fondé « Salgado Productions », entreprise de production axée sur le développement d'œuvres artistiques ayant une dimension sociale. Cette compagnie participe à des initiatives telles qu'Amigo Duende, The Musical (une adaptation musicale d'une pièce classique portoricaine pour enfants), Candela Fuerza y Pasión (un nouveau spectacle musical à Lima, Pérou), et le concert célébrant le 50e anniversaire de la chanteuse péruvienne Cecilia Bracamonte.
En 2014, Salgado a incarné le personnage de Kid Rizzo dans la comédie musicale Rocky the Musical, présentée au Winter Garden Theatre sous la direction d'Alex Timbers, avec une chorégraphie signée Steven Hoggett et Kelly Devine.
En 2015, Luis Salgado a joué le rôle du réalisateur/chorégraphe Kenny Ortega dans la comédie musicale On Your Feet!, qui relate la vie de Gloria et Emilio Estefan, à la fois pendant les préparatifs pré-Broadway à Chicago et la production à Broadway qui a débuté en avant-première le 5 novembre 2015. La réalisation de la production de Broadway était assurée par Jerry Mitchell, la chorégraphie signée de Sergio Trujillo.
En 2017, Salgado est revenu à On Your Feet! en tant que directeur associé, cette fois à Utrecht, aux Pays-Bas.
Salgado a dirigé, chorégraphié et développé de nouvelles productions, dont Song of Solomon (meilleur réalisateur), Zuccotti Park (meilleur réalisateur), et Zapata The Musical au New York Musical Theatre Festival. Il a travaillé sur des spectacles tels que DC-7 L'histoire de Roberto Clemente, Shafrika The White Girl, I'll Be Damned (nommé au prix Tina pour la meilleure chorégraphie), Drop Outs, et Serenade (Prix HOLA, meilleure chorégraphie).
Salgado a chorégraphié le film d'animation Dora's Explorer Girls, ainsi que des vidéoclips pour les chansons Latinos Are One de Wonka et McDonald.
En 2017, Salgado a dirigé et chorégraphié la « première » américaine de In the Heights au GALA Hispanic Theatre de Washington, DC, remportant les prix Helen Hayes pour la meilleure réalisation et la meilleure chorégraphie. La même année, il a co-chorégraphié le remake (ABC) de Dirty Dancing avec Abigail Breslin.
En 2018, Salgado a dirigé et chorégraphié Ragtime au Axelrod Performing Arts Center à Deal New Jersey.
Salgado est revenu d'Allemagne en 2019 pour diriger et chorégraphier une nouvelle version bilingue de Fame - The Musical, qui a été présentée en avant-première au Gala Hispanic Theatre le 9 mai 2019. En juin de la même année, il a dirigé la comédie musicale Aida d'Elton John et Tim Rice à l'Axelrod Performing Arts Center, avec la participation d'Ace Young d'American Idol.
En 2019, Salgado a réalisé une nouvelle production bilingue (LatinX) de Fame The Musical au GALA Theatre de Washington, DC. Cette production a été saluée par les critiques du Washington Post, et a remporté deux prix Helen Hayes 2020 pour un ensemble exceptionnel et une production exceptionnelle dans une comédie musicale.

## Engagement et investissement
Salgado est le fondateur et PDG de R.Evolución Latina, une organisation qui cherche à autonomiser la communauté hispanique par le biais de programmes éducatifs et de partenariats. Les initiatives les plus connues de l'organisation sont le Dare to Go Beyond Children's Performing Arts Camp, le programme D2GB School Arts et la Beyond Workshops Series, un programme annuel de développement professionnel de deux semaines pour les artistes adultes.
Salgado est professeur invité au Broadway Dance Center et Steps on Broadway et membre du corps professoral d'Alvin Ailey. Il a sorti une série de DVD pédagogiques de danse latine en cinq volumes pour Tezoro Productions, qui couvre les bases de la salsa, du mambo, du carnaval, du merengue et de la musique Plena.

## Vie privée
Salgado est né à Bayamón, Porto Rico, et a grandi dans une ville voisine appelée Vega Alta. Il a étudié le théâtre en 1998 à l'université de Porto Rico. Il a déménagé à New York en 2012 et réside actuellement à Manhattan avec sa femme et son enfant.

## Distinctions
| Année | Récompense                                   | Catégorie                                               | Œuvre nommée                 | Résultat |
| ----- | -------------------------------------------- | ------------------------------------------------------- | ---------------------------- | -------- |
| 2007  | ACCA Award (Actors' Equity Association (en)) | Chœur exceptionnel de Broadway                          | Dans les hauteurs            | Remporté |
| 2007  | Drama Desk Award                             | Performance d'ensemble exceptionnelle                   | Dans les hauteurs            | Remporté |
| 2008  | HOLA Award                                   | Réalisation exceptionnelle en production / chorégraphie | Sérénade la comédie musicale | Remporté |
| 2011  | Tina Award                                   | Meilleur chorégraphe                                    | Que je sois damné            | Nommé    |
| 2014  | Thespis Festival                             | Meilleur réalisateur                                    | Chant de Salomon             | Remporté |
| 2015  | Venus/Adonis Festival                        | Meilleur réalisateur                                    | Parc Zuccotti                | Remporté |
| 2016  | Astaire Awards                               | Danseur masculin exceptionnel dans un Broadway          | Sur tes pieds                | Nommé    |
| 2018  | Helen Hayes Award                            | Meilleure direction                                     | Dans les hauteurs            | Remporté |
| 2018  | Helen Hayes Award                            | Meilleure chorégraphie                                  | Dans les hauteurs            | Remporté |
| 2020  | Helen Hayes Award                            | Chorégraphie exceptionnelle                             | FAME, la comédie musicale    | Nommé    |
| 2020  | Helen Hayes Award                            | Production exceptionnelle dans une comédie musicale     | FAME, la comédie musicale    | Remporté |

Salgado a reçu plusieurs distinctions, dont le Gypsy of the Month Award, Grand Marshall of NY Dance Parade (2009) et la reconnaissance El Award Hombres Destacados par el Diario La Prensa en 2010.